# Neroli Fairhall
Neroli Susan Fairhall MBE (Christchurch, 26 de agosto de 1944 – Wellington, 11 de junho de 2006) foi uma arqueira neozelandesa, sendo a primeira competidora paraplégica a participar dos Jogos Olímpicos.
Fairhall iniciou no tiro com arco após sofrer um acidente de motocicleta que a paralisou da cintura para baixo, interrompendo a sua carreira no atletismo. Ela conseguiu se classificar para os Jogos Olímpicos de 1984, em Los Angeles, atirando pela Nova Zelândia e terminou a competição individual em 35º lugar. Pela participação tornou-se a primeira atleta com paraplegia a competir nos Jogos Olímpicos.
Dois anos antes, quando o tiro com arco foi introduzido pela primeira nos Jogos da Commonwealth, em Brisbane 1982, Fairhall conquistou a medalha de ouro.
Campeã nacional por muitos anos, ganhou diversas medalhas e títulos como atleta paraolímpica, entre eles o Campeonato Mundial de Tiro com Arco da IPC e muitos torneios internacionais. Ela participou de quatro Jogos Paraolímpicos, em 1972, 1980, 1988 e 2000. Em sua primeira aparição, competiu no atletismo. Nos Jogos de 1980, participou tanto do atletismo quanto do tiro com arco, ganhando uma medalha de ouro no segundo. Nas Paraolimpíadas de 1988 e 2000 ela competiu apenas no tiro com arco.
Neroli Fairhall foi premiada com a Ordem do Império Britânico pelos serviços prestados ao esporte. Após a aposentadoria, continuou a treinar em seu clube de tiro com arco, em Christchurch. Morreu em 11 de junho de 2006, de 61 anos, devido a uma doença originada a partir de sua deficiência.